# ねこねこベーカリー
『ねこねこベーカリー』は、富永ゆかりによる日本の漫画作品。『キャラぱふぇ』 (アスキー・メディアワークス)にて2009年1-2月号から2015年5-6月号まで連載された。その他､2010年4月27日発売の『別冊キャラぱふぇコミック』､2011年11月10日発売の『キャラぱふぇプチ』､2013年5月1日発売の『キャラぱふぇコミック&パズル』にて連載された。
猫が営むパン屋「ねこねこベーカリー」の日常を描いた4コマ漫画である。

## あらすじ
人気のパン屋さん・ねこねこベーカリー。おみせでは､てんちょーがいっつもドジをしています。そんなてんちょーたちがはたらいているパンやさんで､今日もドタバタなにかがおこっているみたい・・・。

## 登場キャラクター
ぶっちてんちょー
主人公。だがドジの有名でかなり多く､バナナの皮で滑ったり､小麦の中ち落ちたり､寝ている時は鼻提灯が膨らんでねこねこベーカリーの中(または空の上､地球の周り)で飛んだりもしばしば多く見られる。彼から「てんちょー」と呼ばれているが､名前で呼ばれることはほぼない。体色は白色､灰色で､ 水色に染められたコック帽、 半シャツを着用している。 一人称は「ワタシ」､平仮名で「わたし」、漢字名て「私」と書かれることもある(読みは同じ)。語尾に「にゃ」と付けるのが口癖。なお､「な」を「にゃ」も「にゃんと!」などと発音することもある。
好物はクリームパン、ねこパン。

コロロ
気の優しい性格。体色はクリーム色で､ 白い四角が入った薄い色のエプロン､花が大好きで､左耳にピンク色の花を着用している。一人称は「わたし」、漢字名で「私」と書かれることもある(読みは同じ)。好物はジャムパン。

モコ
しっかり者な性格。体色は薄いピンク色で､赤い蝶ネクタイ､白い斑点が入った赤いスカートを着用している。 一人称は「わたし」、漢字名で「私」と書かれることもある(読みは同じ)。好物はチョココロネ。

## お客さん
ねこ仙人
とても物知り。体色は薄い紫色。一人称は「わし」。

ミーニャ
大人気のアイドルの歌手。だがドジの所もある。体色は白色で､髪の毛は紫色。

うどんだいじん
うどん王国で美味しいうどんを作っているネコ。体色は薄い茶色で､黒い帽子､白い洋服と猫の手のプリントされた黒い舞かけを着用している。語尾に「メーン」と付けて話す。

ねこひめさま
世界平和のため､いつも働いている。体色は白色で､髪の毛は薄黄色。オレンジ色の頭巾を着用している。

## ゲストキャラクター
パンの精
「キャラぱふぇ2012年3-4月号」20頁「パンの精にゃ」のゲストキャラクター。右は頭部が食パンで､左は頭部がフランスパン。水色の羽が生えている妖精。一人称は 「わたし」。
ウミガメ
「別冊キャラぱふぇコミックVoI10 」28頁 「うらしまたろうにゃ!のまき」 のゲストキャラクター。最初はぶっちてんちょーに踏まれてしまった。語尾に 「カメ」と付けて話す。
ねこザウルス
「別冊キャラぱふぇコミックVoI10」28頁 「うらしまたろうにゃ!のまき」 のゲストキャラクター。ねこ仙人のペット。「ニャギ〜」しか喋れない。
はずか
「キャラぱふぇ2014年3-4月号」53頁 「はずかちゃんにゃ」のゲストキャラクター。名前の通り、恥ずかしい屋で震えている女の子。名前の由来は「はずかしい」の名前から。キャラぱふぇ2014年1-2月号で募集したねこねこベーカリー新キャラコンテストのMiKiさんが考えた。一人称は「わたし」。

## グッズ
- ねこねこベーカリー ぶっちてんちょーぬいぐるみ
- ねこねこベーカリー マグカップ
- ねこねこベーカリー マスコットぬいぐるみ(全3種)
- ねこねこベーカリー パン風マスコットぬいぐるみ(全4種)
- ねこねこベーカリー ミニミニクッション

## ガチャ
- ねこねこベーカリー やきたてマスコットにゃ(全5種)

## シリーズ一覧
ねこねこベーカリーDS
ホーゲットよりニンテンドーDS用ソフトとして2009年8月6日に発売。
ねこねこベーカリーパンでパズルにゃ!
甲南電機製作所よりニンテンドーDSiウェアとして2012年12月19日に配信。